# Eupithecia druentiata
Eupitecia druentiata es una especie de polilla de la familia Geometridae. La especie fue descrita por primera vez por Karl Dietze en 1902 y se puede encontrar ampliamente distirbuido en Europa. El holotipo de la especie fue descrita en los alrededores del sector Digne-les-Bains del sur de Francia. Otras especies han sido descritas en el norte de Italia y en Macedonia (Grecia).

## Distribución
La especie ha sido descrita en las cadenas montañas europeas: en Francia, se cita en los Pirineos Orientales y los Alpes del Sur, los Apeninos y la cordillera de la península balcánica. Prefiere las laderas rocosas y los pedregales de piedra caliza donde su planta huésped crece hasta más de 1700 metros (5577,4 pies) de altitud en las montañas.

## Descripción
Es una polilla pequeña con una envergadura de las alas de unos 20 a 22 milímetros (0,8 a 0,9 plg). Las orugas se alimentan de Artemisia alba. Los palpos labiales grises, frente, vértice y notum son de color gris ceniza. Las alas anteriores son de color gris blanquecino. Las líneas transversales son numerosas y finas, ligeramente sinuosas y con ángulos muy rectos. Son más anchos y oscuros cerca de la costa. El ala trasera es más clara que la delantera. 
Los adultos vuelan de mayo a junio, las orugas aparecen de junio a octubre. Pasa el invierno de forma de pupa en capullos endebles sobre el suelo. La larva se ha descrito sobre flores y semillas de Artemisia alba. Las orugas son de color verdoso y marrón que hacen contraste con las hojas y los tallos de su planta huésped, aunque sus colores no ofrecen protección contra sus parásitos habituales.